# Alapingambiet
Het Alapingambiet is in de opening van een schaakpartij een variant in de Franse opening en het begint met de zetten: 1.e4 e6 2.d4 d5 3.Le3
code C00.
De opening is ingedeeld in de halfopen spelen.
Het gambiet is bestudeerd door Semion Alapin die er de naam aan gaf.

## In de Spaanse opening

### Uitleg
Het Alapingambiet in de ruilvariant van het Spaans is als volgt: 1.e4 e5 2.Pf3 Pc6 3.Lb5 a6 4.Lxc6 dxc6 5.0-0 Lg4 6.h3 h5 (diagram).